# Jacques Goldstyn
Pour les articles homonymes, voir Boris.
Jacques Goldstyn, né en 1958 à Saint-Eugène d’Argentenay, dans la région du Saguenay-Lac-Saint-Jean, est un auteur et illustrateur de livres jeunesse québécois. Il reçoit à deux reprises le Prix du livre jeunesse des bibliothèques de Montréal,. Il est caricaturiste au journal The Gazette sous le nom de plume Boris.

## Biographie
Jacques Goldstyn est diplômé de l’Université de Montréal en géologie. Dans un premier temps, il exerce la géologie pétrolière en Gaspésie, en Abitibi-Témiscamingue et en Alberta.
En 1981, il amorce sa carrière d'illustrateur avec un premier livre Le Petit Débrouillard. Il collabore avec les revues Quatre Temps, Québec Oiseaux et Relations. Il est également caricaturiste pour le journal montréalais anglophone The Gazette et collabore au magazine Croc.
En 2017, il remporte le Prix du Gouverneur général pour l'album Azadah.
De notoriété internationale, Jacques Goldstyn a participé au premier salon littérature jeunesse du Nord-Ouest américain, Litt. Jeunesse,, organisé à Seattle, aux États-Unis, par l’association Made in France en 2021.  

## Œuvre

### Littérature d'enfance et de jeunesse

#### SériesLes Débrouillards / Professeur Scientifix
- Le Petit Débrouillard : 66 expériences faciles à réaliser ! par le professeur Scientifix, Québec Science Editeur, 1982
- Jardinez avec le professeur Scientifix : des expériences pour toutes les saisons (en collaboration avec Huguette Beauchamp-Richards), Québec Science Editeur, 1982
- 66 nouvelles expériences pour les petits débrouillards, Québec Science Editeur, 1983
- Les Petits Débrouillards : 41 expériences faciles à réaliser par le professeur Scientifix , Bélin, 1984
- Encore des expériences !, Québec Science Editeur, 1985
- L'Animalerie des petits débrouillards (en collaboration avec Robert Richards), Québec Science Editeur, 1986
- Les Aventures des petits débrouillards : 14 histoires complètes, Éditions La Presse, 1986
- J'aime les expériences, Héritage jeunesse, 1989
- Joue au chimiste, Héritage jeunesse, 1993
- Expériences en images : 30 activités scientifiques en bandes dessinées, Héritage jeunesse, 1995
- Super, ces expériences !, Héritage jeunesse, 1996
- Mille milliards de débrouillards !, Bayard, 2004
- Les Expériences des Débrouillards : 40 expériences excitantes, Éditions Les Débrouillards, 2004
- Les Expériences des Débrouillards 2 : 40 expériences excitantes, Éditions Les Débrouillards, 2006
- Minuit moins quart les Débrouillards !, Bayard, 2007
- Débrouillardises ! : 30 ans d'humour avec la bande des Débrouillards, Bayard, 2009
- Pas de bagarre les Débrouillards !, Bayard, 2014

#### SériesVan l’inventeur
- Van l’inventeur, Bayard, 2005
- Ça va barder !, Bayard, 2008
- Il m'en faut un !, Bayard, 2012
- Le Dragon vert : l'enfance de Van, Bayard, 2015
- C'est l'invention qui compte, Bayard, 2017

#### SériesLes Aventures de Hugo et Marjo
- Pince sans rire, Bayard, 2008
- C'est du gâteau !, Bayard, 2012

#### Autres ouvrages de littérature d'enfance et de jeunesse
- Lâche pas la grenouille !, Héritage jeunesse, 1996
- La Science morte de rire, Multimondes, 2003
- 100 choses à faire dans sa vie, Bayard, 2012
- Le Petit Tabarnak, éd. La Pastèque, 2013
- Le Prisonnier sans frontières, Bayard, 2015
- L'Arbragan, éd. La Pastèque, 2015
- Azadah, éd. La Pastèque, 2017
- Jules et Jim, frères d’armes, Bayard, 2018
- Les étoiles,  éd. La Pastèque, 2019
- Le tricot, éd. La Pastèque, 2020
- Le monde de Maxime, avec Lucile de Pesloan, éd. La Pastèque, 2022
- Croki, éd. La Pastèque, 2024.

## Prix et distinctions
- Lauréat du prix Michael-Smith pour la promotion des sciences 2000[9]
- Finaliste au Prix du Gouverneur général 2015 - catégorie Littérature jeunesse – illustration pour L'Arbragan
- 2015 : Lauréat du Prix Jean-Guy-Lemay du Xe Festival 1001 Visages de la caricature, pour l’ensemble de son oeuvre en bande dessinée, Val-David
- Prix jeunesse des libraires du Québec 2015[10] – catégorie 6-11 ans - Québec, pour L'Arbragan
- Prix Sorcières 2016, catégorie Premières lectures,  L'Arbragan
- Prix TD de littérature canadienne pour l'enfance et la jeunesse 2016,  L'Arbragan
- Prix du livre jeunesse des Bibliothèques de Montréal 2016,  L'Arbragan
- Prix du livre jeunesse des Bibliothèques de Montréal 2017, Azadah
- Prix du Gouverneur général 2017 - catégorie Littérature jeunesse – illustration, Azadah
- Finaliste Prix du Gouverneur général : littérature jeunesse de langue française - illustration 2018  pour Jules et Jim : frères d'armes
- Lauréat Prix jeunesse des libraires du Québec 2020[11] – catégorie 6-11 ans - Québec, pour Les étoiles
- Finaliste du Prix Espiègle 2020[12], catégorie primaire (5 à 11 ans), pour Les étoiles
- Sélection pour le Prix commémoratif Astrid-Lindgren en 2021[13] et en 2022[14]
- Lauréat Prix Alvine-Bélisle 2021[15]
- Finaliste Prix du Gouverneur général : littérature jeunesse de langue française - illustration 2021[16] pour Le Tricot
- (international) « Honour List » 2022[17] de l' IBBY pour Les étoiles
- Finaliste Prix illustration jeunesse du Salon du livre de Trois-Rivières 2023[18], Catégorie Album, pour Le monde de Maxime
- Prix d'Artiste pour la paix 2023[19]
- Lauréat du Prix des libraires du Québec 2025, volet 0-5 ans, pour Croki[20]